# Äußere Mandschurei

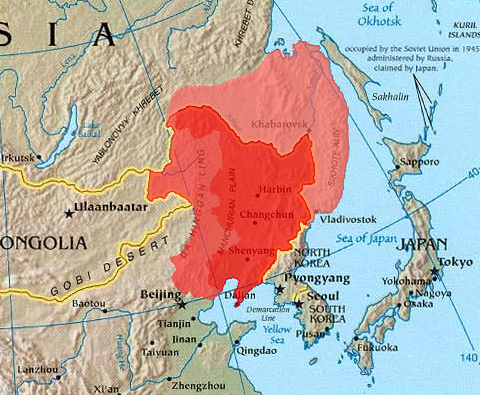
Hellrosa = Äußere Mandschurei

Die Äußere Mandschurei ist ein Gebiet in Russisch Fernost, das ursprünglich im Kaiserreich China zur gesamten Mandschurei und zum Siedlungsgebiet der Mandschu gehörte. Der Amur und Ussuri trennen die Äußere Mandschurei von der Inneren Mandschurei im Süden. Im Norden begrenzt sie das Stanowoigebirge, im Osten der Pazifische Ozean.

## Geschichte

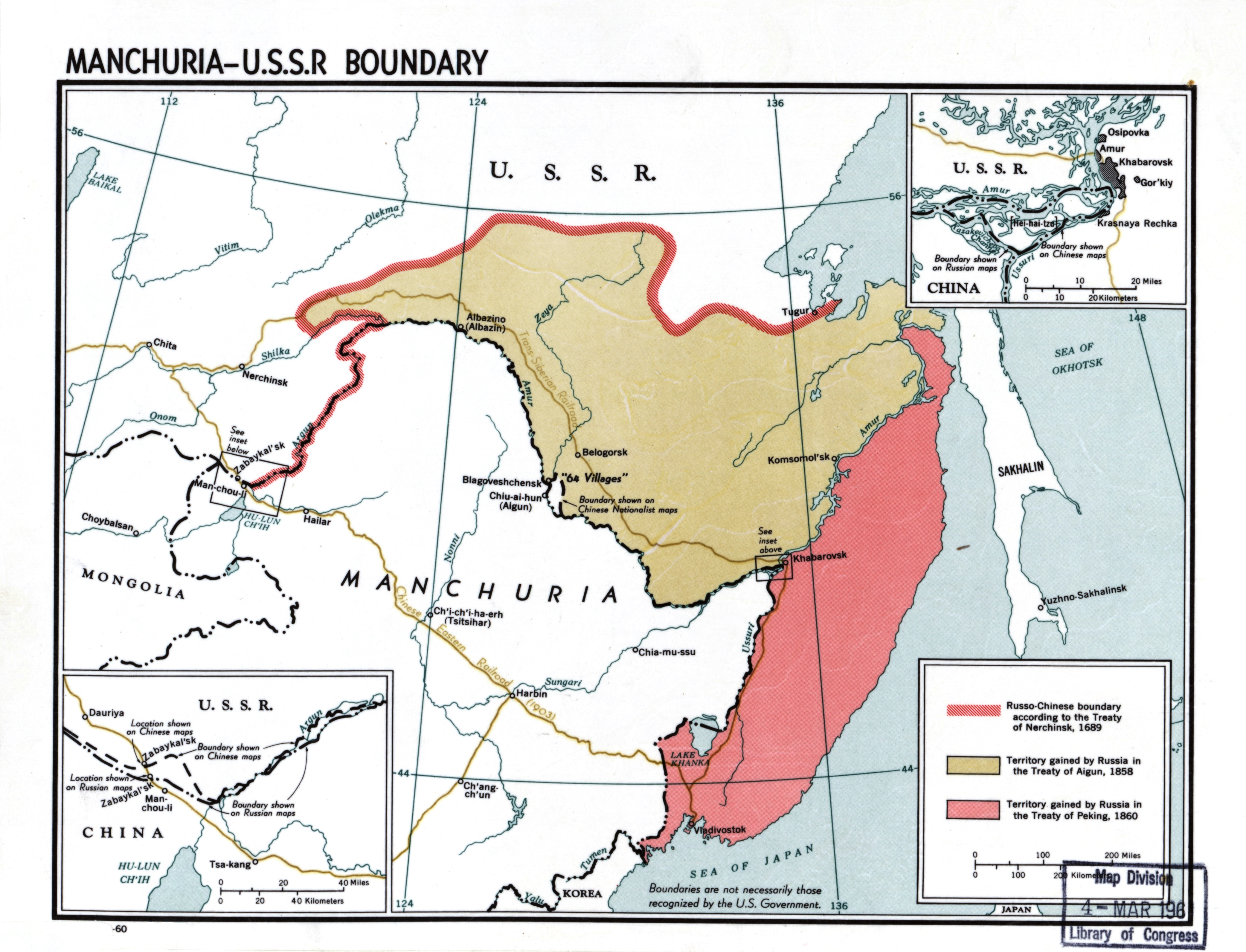
Grenzziehungen von 1689, 1858 und 1860 der Äußeren Mandschurei

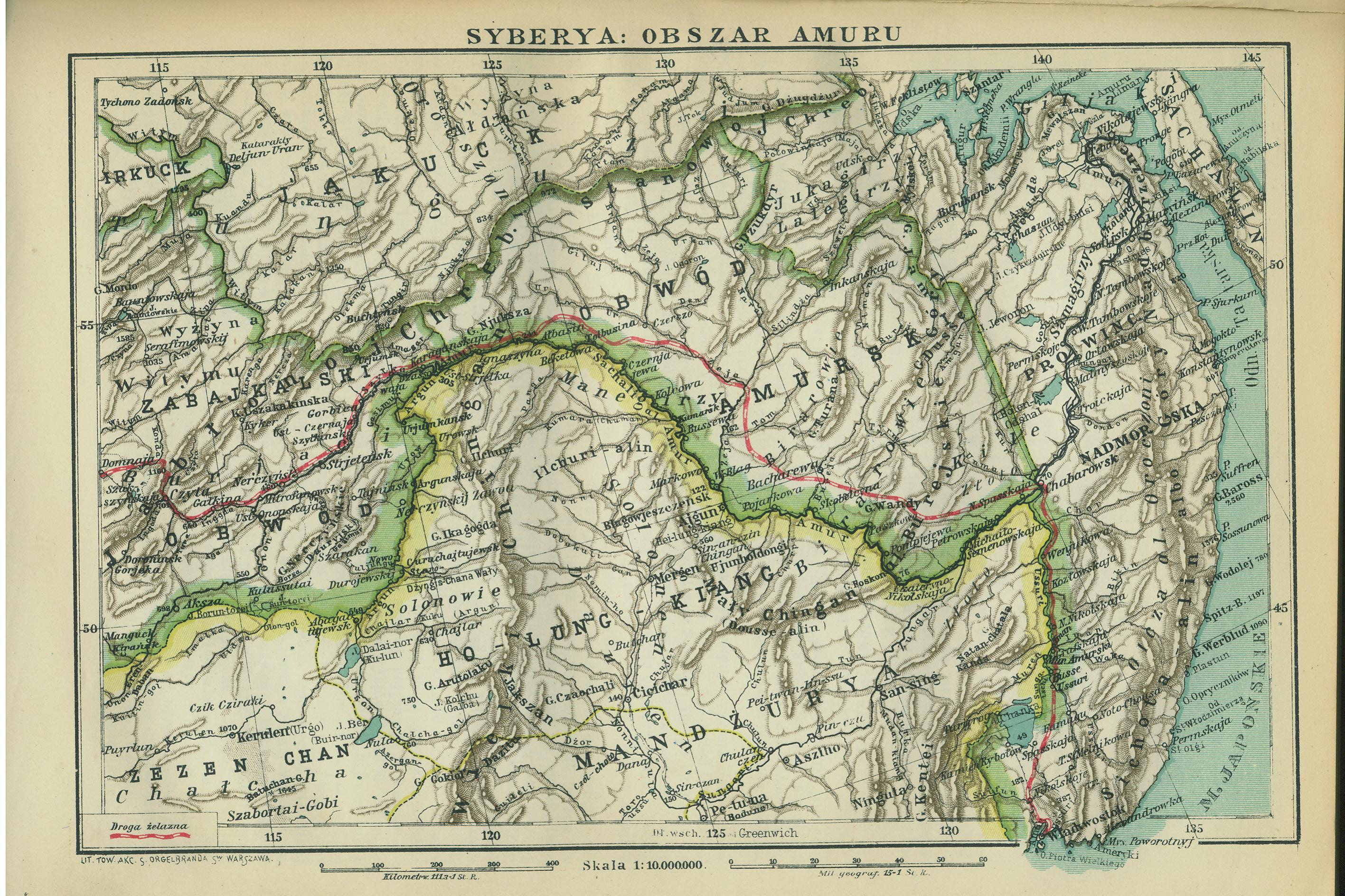
Äußere Mandschurei 1903 („Amurski Obwod“ und „Provincia Nadmorska“), 45 Jahre nach dem Erwerb durch Russland, rot die damals erst projektierte Amurstrecke der Transsib

Zu Beginn der russischen Eroberung Sibiriens erreichten Kosaken über das Lenabecken die Ostküste Asiens und gründeten dort 1647 Ochotsk. Beim Versuch, ihre Herrschaft nach Süden auszuweiten und so landwirtschaftlich nutzbares Gebiet zu gewinnen, gerieten die russischen Siedler in Konflikt mit den Mandschu, die 1644 als Qing-Dynastie die Herrschaft über China errungen hatten und sich damit auf dem Höhepunkt ihrer Macht befanden.
Im Vertrag von Nertschinsk wurden 1689 als Grenze zwischen Russland und dem Mandschureich – allerdings nicht sehr genau – die Gebirge festgelegt, die das Einzugsgebiet des Amur nördlich begrenzten. Russland verzichtete dabei auf den kurz vorher gegründeten Stützpunkt Albasin am Amur. Erst 1727 wurde im Vertrag von Kjachta der Grenzverlauf genauer definiert.
Ab Mitte des 19. Jahrhunderts erfolgte der Niedergang der Qing-Dynastie: Europäische Kolonialmächte und schließlich auch Japan versuchten, Kolonien und Einflusszonen zu gewinnen. Russland nötigte China im Vertrag von Aigun 1858 alle Gebiete nördlich des Amur ab. In der internationalen Pekinger Konvention 1860, nach der chinesischen Niederlage im Zweiten Opiumkrieg gegen das Britische Weltreich, erhielt Russland zusätzlich das Küstengebiet aus dem östlich vom Ussuri gelegenen nordöstlichen Teil der chinesischen Provinz Jilin und den am unteren Amur gelegenen nördlichen Teil der chinesischen Provinz Heilongjiang. Noch im selben Jahr ließ Alexander II. im Süden des neu erworbenen Gebietes den russischen Marinestützpunkt Wladiwostok gründen.

## Gegenwart
In der heutigen Verwaltungsgliederung der Russischen Föderation verteilt sich die Äußere Mandschurei auf
- die Oblast Amur (864.458 Einwohner) am oberen und mittleren Amur
- die Jüdische Autonome Oblast (186.541 Einwohner) um Birobidschan
- die Region Primorje (2.019.529 Einwohner) um Wladiwostok
- die Südhälfte der Region Chabarowsk (1.412.260 Einwohner, davon die meisten im Amurtal)

Neben Russisch wird vereinzelt noch Mandschurisch gesprochen. Hierzu zählen 12.160 Nanai, von denen 10.993 in der Region Chabarowsk leben. Dazu kommen noch 2.804 Ultschen, ebenfalls in der Region Chabarowsk, und Udegen (Regionen Primorje und Chabarowsk). Die größte ostasiatische Bevölkerungsgruppe in der Region sind 27.418 Koreaner.
Um die schwach besiedelte Region zu beleben, verschenkt die russische Regierung seit 2016 Land im Amur-Gebiet. Im Internet kann sich jeder Russe ein freies Grundstück aussuchen. Flächen an großen Straßen oder in der Nähe von Städten sind gesperrt. Die Behörden verlangen, dass die neuen Besitzer das geschenkt bekommene Land wirtschaftlich nutzen. Das Angebot stößt bisher auf eine schwache Nachfrage. Allgemein sind die Kosten für den Lebensunterhalt in der Äußeren Mandschurei hoch, da alle Waren von weit her gebracht werden müssen. Dementsprechend niedrig ist der Lebensstandard. Einer Umfrage aus dem Jahr 2016 zufolge würden 45 Prozent der Bewohner das Amur-Gebiet gern verlassen.